# E50 (trasa europejska)

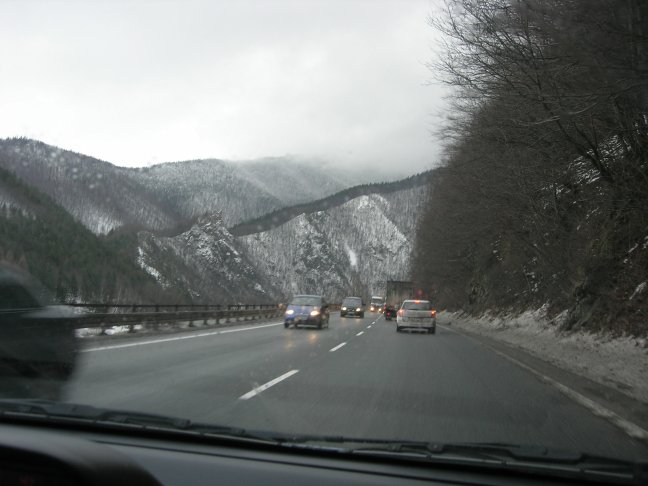
Droga E50 na odcinku Žilina - Martin

E50 – trasa europejska bezpośrednia wschód-zachód.

## Przebieg E50
- Francja
  - Brest - Saint-Brieuc,
  - Rennes - Laval
  - Le Mans - Chartres - Massy
  - Paryż - Marne-la-Vallée - Château-Thierry
  - Reims - Châlons-en-Champagne - Verdun
  - Metz - Forbach
- Niemcy - Autostrada A6
  - Saarbrücken
  - Mannheim
  - Heilbronn
  - Norymberga
- przejście graniczne Waidhaus - Rozvadov
- Czechy - 470 km 
  - autostrada D5 do Pragi (skrzyżowanie z E48, E55, E65 i E67),
  - autostrada D1 przez Humpolec (skrzyżowanie z E551) i Jihlavę (skrzyżowanie z E59) do Brna (skrzyżowanie z E461 i E462); odcinek wspólny z E65,
  - droga krajowa nr 50 przez Uherské Hradiště do granicy państwowej Starý Hrozenkov - Drietoma
- Słowacja - 462 km 
  - droga krajowa nr 9 do Trenczyna (odcinek Trenczyn - Żylina wspólny z E75),
  - autostrada D1 do Považskiej Bystricy,
  - droga krajowa nr 61 do Bytčy (skrzyżowanie z E442),
  - droga krajowa nr 18 przez Żylinę i Rużomberk (skrzyżowanie z E77) do Preszowa (skrzyżowanie z E371); gotowe odcinki autostrady D1 Bešeňova - Važec i Beharovce - Fričovce,
  - autostrada D1 do Koszyc (skrzyżowanie z E571 i E71),
  - droga krajowa nr 19 do przejścia granicznego Vyšné Nemecké - Użhorod
- Ukraina - 1.587 km 
  - droga międzynarodowa M06 przez Użhorod (skrzyżowanie z E573), Mukaczewo i Stryj do wsi Lisiatyczi 7 km na północ od Stryja (odcinek Mukaczewo - Lisiatyczi wspólny z E471),
  - droga międzynarodowa M12 do Tarnopola,
  - droga międzynarodowa M12 przez Chmielnicki, Winnicę (skrzyżowanie z E583), Humań (skrzyżowanie z E95) i Kropywnycki do Znamianki Drugiej,
  - droga międzynarodowa M04 przez Dniepr, Donieck do Debalcewa (skrzyżowanie z E40),
  - droga międzynarodowa M03 do przejścia granicznego Nowoszachtyńsk
- Rosja
  - Rostów nad Donem
  - Armawir
  - Mineralne Wody
  - Machaczkała

## Stary system numeracji
Do 1985 obowiązywał poprzedni system numeracji, według którego oznaczenie E50 dotyczyło trasy: Porto — Coimbra. Arteria E50 była wtedy zaliczana do kategorii „B”, w której znajdowały się trasy europejskie będące odgałęzieniami oraz łącznikami.

### Drogi w ciągu dawnej E50
Lista dróg opracowana na podstawie materiału źródłowego
| Portugalia | droga nr 1: Porto – Albergaria-a-Velha (E51) – Coimbra (E3) |